# Урожай (радиостанция)
«Урожай» — советские коротковолновые радиостанции гражданского назначения (в основном для применения в сельском хозяйстве), выпускавшиеся с 1947 г. на приборостроительном заводе имени Н.Г. Козицкого в Омске, а затем на Егоршинском и Днепропетровском радиозаводах. Первое советское послевоенное изделие такого рода и первая в СССР крупносерийная радиостанция для дуплексной связи. Разработана группой инженеров под руководством И. А. Народицкого (1915—1999).

## История
Радиостанция У-1 («Урожай») разработана в 1946 году в соответствии с техническими требованиями Министерства сельского хозяйства СССР и предназначена для диспетчерской связи в низовом звене управления. Серийный выпуск начался с 1947 года. Разработчик — Омский приборостроительный завод имени Н. Г. Козицкого. Руководил разработкой радиоконструктор Илья Аронович Народицкий, который, после создания «Урожая», стал дважды лауреатом Сталинской премии. В разработке также принимали участие инженеры: И.Л. Гефт, Н.С. Ласточкин, Варшавский, Михаленко, Ситников и главный конструктор завода П. П. Сорокин.
Радиостанция специально приспособлена для эксплуатации в условиях сельской местности и в основном ориентирована на организацию связи между машинно-тракторной станцией (МТС) и полевыми тракторными бригадами, в которых обязанности связиста, по совместительству, выполнял одни из работников хозяйства. Отсюда предусмотрены: предельная простота управления, дуплексная связь, приближенная к обычному проводному телефону, аккумуляторное питание, как основное а также возможность быстро свернуть и развернуть радиостанцию на новом месте. Удалось создать достаточно простую и дешевую, при крупносерийном производстве, конструкцию, допускающую обслуживание и ремонт в полевых условиях на базе сельских радиомастерских, что подтвердилось опытом дальнейшей эксплуатации. Курсы по обслуживанию и ремонту радиостанций были организованы при местных ячейках ДОСААФ и радиоклубах. Значительное количество радиостанций шло на освоение целины, куда они поставлялись одновременно с новыми тракторами С-80 и ДТ-54. Появление радиостанции «Урожай» содействовало последующему распространению низовой радиосвязи в других областях народного хозяйства.
В 1954 году радиостанция была модернизирована и получила название «Урожай» У-2, ее серийное производство началось с 1955 года. Выпускали радиостанции на нескольких заводах, в том числе и в Болгарии, где «Урожай» был модернизирован в 1956 году и получил название «У-10». До 1954 года выпущено более 70 тысяч штук, еще 45 тысяч были в планах на ближайшие годы. К 1960-м «Урожай» устарел и был снят с производства, когда в народное хозяйство стали внедряться более удобные в эксплуатации УКВ ЧМ радиостанции, а также компактная и экономичная КВ радиостанция «Недра-1» с однополосной модуляцией, которая также была разработана И.А. Народницким и производилось на омском заводе им. Козицкого.
В последующих моделях коротковолновых радиостанций, пришедших на смену «Урожаю», отказались от дуплексного режима работы, так как он имел ряд недостатков: неэкономичное использование частотного ресурса и источника питания, более высокую подверженность помехам, определенную сложность в организации радиосетей. Тем не менее, радиостанции РТС-1 и «Нива-М» (стационарные варианты трансиверов «Недра» и «Карат»), также выполнялись в форм-факторе настольного телефона. .

## «Урожай У-1»
«Урожай-1» (У-1) — приёмно-передающая телефонная дуплексно-симплексная радиостанция с амплитудной модуляцией, работающая на фиксированных частотах в диапазоне от 2000 до 3000 кГц (100—150 м) с кварцевой стабилизацией частоты. Она обеспечивает беспоисковую бесподстроечную связь. Выпускалась сериями, причём радиосвязь возможна только между станциями одной серии. Серия указывается на производственной марке буквой алфавита, разнос частот между соседними сериями 20 кГц, общее количество серий - 20.

#### Конструкция
«Урожай У-1» состоит из блока приёмопередатчика и блока питания. Приёмопередатчик оформлен в виде настольной конструкции, напоминающей большой телефонный аппарат, в стальном кожухе. На передней стенке кожуха крепились механические часы, сверху — держатель микротелефонной трубки, который использовался и как ручка для переноски. Низ шасси закрывался герметичным поддоном. Приемопередатчик позволяет подключить колодку коммутации для связи с абонентами телефонной сети и громкоговоритель.
Блок питания на базе умформера РУ-11Б вырабатывает анодное напряжение 200 вольт. Первичным источником питания служил обычный 12-вольтовый стартерный свинцово-кислотный или щелочной аккумулятор достаточной емкости (например 6СТЭ-128 или 10-ЖН-100). С мая 1948 года в блок питания, с целью экономии заряда аккумулятора и ресурса умформера,  добавлена возможность подключения анодных сухих батарей напряжением 200 вольт. При наличии силовой электросети 127 или 220 вольт 50 Гц вместо аккумуляторного блока питания мог использоваться сетевой выпрямитель ВУ-1, который имел переключаемый вход и работал в широком диапазоне питающих напряжений от 80 до 260 вольт.

#### Принципиальная схема
Приемопередатчик собран на восьми октальных электронных лампах по трансиверной схеме — в дуплексном режиме гетеродин приёмника является и задающим генератором передатчика, в симплексном режиме тракты приема и передачи раздельны. Антенные входы приемника и передатчика также раздельны. Передатчик имеет антенное согласующее устройство, выходной каскад выполнен на лампе 6Ф6С, модуляция производится подачей НЧ сигнала на 3-ю сетку лампы выходного каскада. Напряжение возбуждения на выходной каскад подается с лампы 6К7, которая в режиме симплекс работает как независимый кварцевый генератор, а в дуплексном усиливает сигнал гетеродина приемника.
Радиоприемник представляет собой классический супергетеродин с предварительным усилителем высокой частоты. Преобразователь частоты с совмещенным гетеродином, каскады ВЧ и ПЧ охвачены цепью АРУ, настройка усиления НЧ ручная (регулятор "ПРИЁМ"). Фильтрацию в тракте ПЧ 456 кГц осуществляют два двухконтурных фильтра с индуктивной связью.
Частоты и основные режимы работы устанавливаются при помощи "Переключателя волн" на 4 положения, который коммутирует кварцевые резонаторы между гетеродином приемника и возбудителем передатчика, а также настраивает контура на рабочие частоты, путем подключения добавочных конденсаторов. Тумблер "Только приём" снимает напряжение накала с ламп передатчика и отключает реле тангенты. Тумблер "Ретрансляция включена" соединяет через резистор выход приемника со входом передатчика (при этом возможность разговора по радиостанции сохраняется). Тангентой микротелефонной трубки в режиме симплекс анодное напряжение переключается с ламп приемника на лампы передатчика, а в режиме дуплекс только включается-отключается передатчик.

#### Частоты
Каждая радиостанция имеет две рабочих частоты равных частотам кварцевых резонаторов, установленных при производстве. Частоты находятся в диапазоне 2140 - 3000 кГц и отличаются друг от друга на величину ПЧ радиоприемника (456 кГц), это позволяет легко организовать режим дуплексной связи с однотипной станцией, когда разговор ведется как по обычному телефону, при этом приём и передача идут одновременно на разных частотах. В дуплексном режиме всегда используются две антенны — приёмная и передающая, которые располагают возможно дальше друг от друга. Если нет возможности развернуть две антенны, можно работать на общую антенну, но только в симплексном режиме на любой из двух имеющихся частот.
Номиналы частот определяются серией радиостанции, которая указывалась на шильдике.
| Серия | Положение переключателя волн | Положение переключателя волн | Положение переключателя волн | Положение переключателя волн | Положение переключателя волн | Положение переключателя волн |
| Серия | 1                            | 1                            | 2                            | 2                            | 3                            | 4                            |
| Серия | Прием                        | Передача                     | Прием                        | Передача                     | Прием и передача             | Прием и передача             |
| ----- | ---------------------------- | ---------------------------- | ---------------------------- | ---------------------------- | ---------------------------- | ---------------------------- |
| Л     | 2284                         | 2740                         | 2740                         | 2284                         | 2740                         | 2284                         |
| М     | 2264                         | 2720                         | 2720                         | 2264                         | 2720                         | 2264                         |
| Н     | 2244                         | 2700                         | 2720                         | 2244                         | 2700                         | 2244                         |
| О     | 2224                         | 2680                         | 2680                         | 2224                         | 2680                         | 2224                         |
| П     | 2204                         | 2660                         | 2660                         | 2204                         | 2660                         | 2204                         |
| Р     | 2184                         | 2640                         | 2640                         | 2184                         | 2640                         | 2184                         |

#### Режимы работы
- Симплексная связь ("односторонний разговор"). Положение переключателя 3 или 4, в зависимости от выбранной рабочей частоты.
- Дуплексная связь ("двухсторонний разговор"). Положение переключателя 1 или 2 (частоты приема и передачи меняются местами). Радиоприемник работает постоянно, передатчик может быть заблокирован во включенном состоянии механическим фиксатором тангенты на микротелефонной трубке либо включаться только во время разговора.
- Ретрансляция. Сигнал с выхода приемника подается на вход передатчика, передатчик включен постоянно блокиратором тангенты. В эфир непрерывно передается сигнал приемника, к которому подмешивается сигнал с микротелефонной трубки. Использование ретранслирующей радиостанции может применяться для увеличения дальности связи в 1,5-2 раза.
- Связь с абонентом телефонной сети. Работающая в дуплексном режиме радиостанция подключается оператором параллельно проводному телефону через колодку коммутации, что позволяет организовать радиосвязь с абонентом проводной телефонной сети.
- Дежурный прием. Отключается накал радиоламп передатчика с целью экономии батареи.

#### Организация связи
Радиосеть, организованная на базе радиостанций «Урожай», обычно состояла из главной или центральной радиостанции, расположенной на главной усадьбе хозяйства или МТС и периферийных радиостанций (которые могли быть передвижными), расположенных в бригадах, полевых станах и т.п. в радиусе до 30 км. Основным режимом был дуплекс, главная радиостанция устанавливала переключатель волн в положение "1", остальные в положение "2", или наоборот. Так как в дуплексном режиме нет возможности прослушивать частоту своего передатчика и могли возникать коллизии при одновременном включении разных корреспондентов, на одной радиостанции сети (как правило на главной, имеющей наиболее хорошие антенны) включался режим ретрансляции. Режим ретрансляции также позволял связываться корреспондентам, находящимся на разных направлениях от центральной усадьбы при расстояниях более 30 км.
Радиосвязь МТС с краевым управлением сельского хозяйства обычно осуществлялась радиостанциями средней мощности, в качестве которых часто использовались списанные из армии или купленные на международных послевоенных распродажах радиосредства военного времени РК-0,5, МК-19 (Wireless Set No. 19 Mk II) и др. Реже применялось и низшее звено связи «бригада-трактор» в пределах 3-7 км на базе радиостанций 12-РП.

#### Основные характеристики
- Излучаемая мощность — 0,5…0,75 Вт.
- Чувствительность приемника — 20 мкВ.
- Дальность связи:
  - С антеннами длиной 12…15 м при высоте подвеса 6…8 м — до 30 км
  - С укороченными внешними антеннами — 15-18 км
  - С комнатными антеннами — 5-10 км
- Потребляемый ток от батареи 12 вольт:
  - Дуплексный режим —  4,6 А.
  - Симплексный режим —  2,4 А передача, 3,5 А приём.
  - Дежурный приём (отключен накал ламп передатчика) — 2,8 А.

Со второго полугодия 1953 года в радиостанцию введена возможность переключения на 50% мощности передатчика для более комфортной связи на близких расстояниях. Последние выпуски радиостанций «Урожай У-1» и модернизированная модель «Урожай У-2» снабжены грозопереключателями, заземляющими антенны во время грозы. 

## «Урожай У-2»
Модель 1954 года. Выполнена на более экономичных пальчиковых лампах прямого накала, а в выходном каскаде передатчика применена локтальная лампа 4П1Л. Вместо умформера для получения высокого напряжения используется вибропреобразователь. Предусмотрена возможность уменьшать мощность передатчика наполовину при работе с близкими корреспондентами. Источник питания — пять железо-никелевых аккумуляторов по 1,25 В, причём от одного из них питаются подогреватели ламп, а от остальных, собранных в батарею общим напряжением 5 В — вибропреобразователь. Предусмотрена также возможность питать станцию от сухих анодных батарей. Потребляемая мощность снизилась по сравнению с У-1 в четыре-пять раз. Время приведения в готовность значительно сократилось, так как лампы прямого накала разогреваются намного быстрее, чем косвенного. Остальные характеристики и конструкция в целом не изменились. На Всесоюзной промышленной выставке демонстрировался также источник питания радиостанции, выполненный на основе термоэлектрогенератора получающего энергию от примуса.

## «У-10»
Радиостанция «Урожай» также выпускалась в Болгарии, в 1956 году она была модернизирована и получила название «У-10». Новые радиостанции применялись при нефтеразведочных работах в районе Варны. За счет повышения мощности передатчика до 10 ватт удалось получить гарантированную дальность связи 60 километров при среднепересеченной местности при отсутствии сильных индустриальных помех. Корпус, схема и общее расположение остались прежними. В приемопередатчике применялись радиолампы ЕСН-81 и 6П3 (выходной каскад передатчика).